# In the Groove (TV-spel)
In the Groove, ITG, är det första spelet i dansspelsserien In the Groove. Spelet är producerat av RoXor Games,Inc. och släpptes på arkad 2004. Spelet har bland annat minor man ska undvika och danssteg där man även ska använda händerna.

## Hemversioner
Spelet har även släppts i ett par hemversioner. Däribland till Playstation 2.